# Número de Strahler

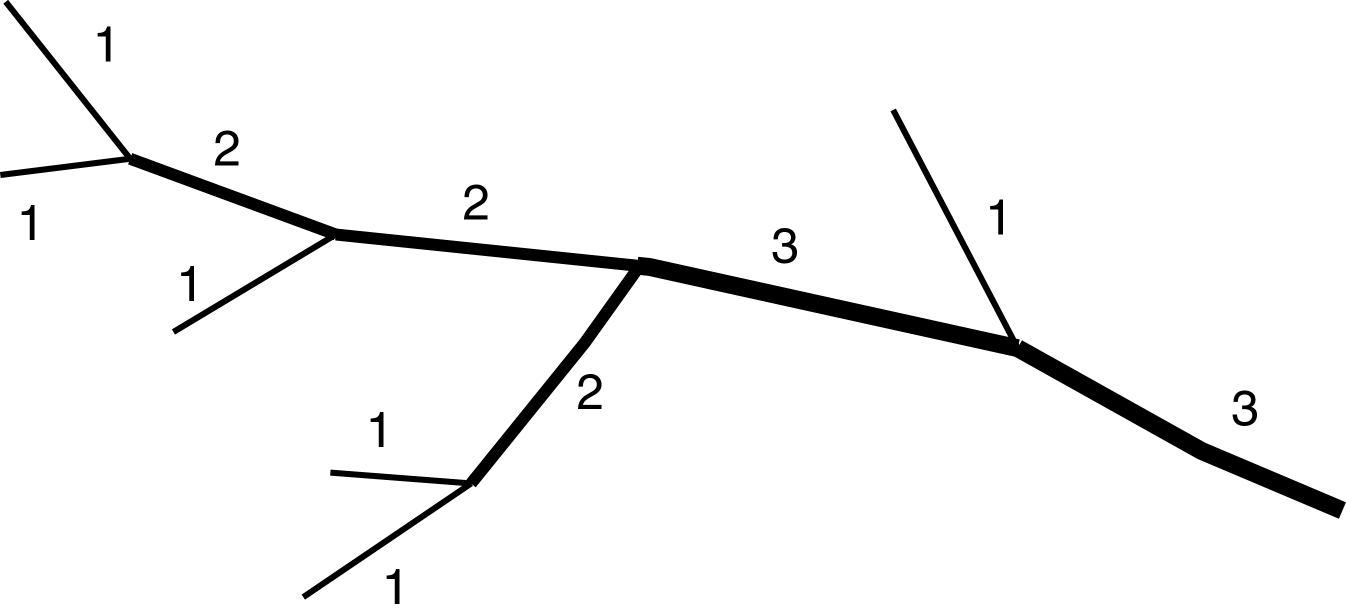

En matemáticas, el número de Strahler o número de Horton-Strahler, es una forma numérica que expresa la complejidad de una ramificación.
Este número fue desarrollado por primera vez en hidrología por Robert E. Horton y por Arthur Newell Strahler; en este campo se conoce como el orden de secuencia de Strahler y se usa para definir el tamaño de una corriente, basándose en la jerarquía de los afluentes. También es usado en el análisis de otro tipo de estructuras jerárquicas en otros campos como por ejemplo la biología, el estudio de árbol y en los sistemas respiratorio y circulatorio, así como en la asignación de registros para la compilación de lenguajes de alto nivel de programación y en el análisis de las redes sociales.
- Datos: Q1422857